# Laika Party
"Laika Party" é um canção da cantora e compositora norueguesa Emmy, lançada a 20 de janeiro de 2025, representou a Irlanda no Festival Eurovisão da Canção de 2025 mas não foi apurada para a final.

## Descrição
A canção foi escrita e composta por Emmy Kristine Guttulsrud Kristiansen, Erlend Guttulsrud Kristiansen, Larissa Tormey, Truls Marius Aarra e Henrik Østlund, este último também responsável pela produção junto com Jonas Jensen.
A música é uma homenagem à Laika, a cadela que em 1957 tornou-se o primeiro ser vivo a orbitar a Terra. A ideia do texto surgiu depois que a cantora descobriu acidentalmente sua trágica história, o que a levou a imaginar um destino alternativo em que o animal, em vez de morrer, vive numa festa sem fim no espaço.

## Festival Eurovisão da Canção
Após ter sido rejeitada no festival que seleciona a participação norueguesa, a canção teve uma segunda oportunidade quando foi inscrita no festival irlandês que seleciona o representante do país no Festival Eurovisão da Canção. A 7 de fevereiro de 2025, a canção ficou em 1.º lugar na competição, obtendo o número máximo de votos tanto do júri nacional quanto do televoto e tornou-se a música que iria representar a Irlanda na Eurovisão desse ano em Basileia, na Suíça.